# 佐渡山村
佐渡山村（さどやまむら）は、かつて新潟県西蒲原郡にあった村。1901年11月1日の合併によって消滅し、現在は燕市、新潟市西蒲区の一部となっている。
以下の記述は合併直前当時の旧佐渡山村に関しての記述であり、現在では名称等が異なる場合がある。なお、ここに記述されていない内容に関しては燕市、新潟市などの記事を参照。

## 沿革
- 1889年（明治22年）4月1日 - 町村制施行に伴い西蒲原郡佐渡山村、西槇新田村、槙岡村外新田、並木村が合併し、佐渡山村が発足。
- 1901年（明治34年）11月1日 - 村域を二分割し、次のように近隣自治体と合併して消滅。
  - 大字佐渡山・西槇新田 → 西蒲原郡米納津村と合併し米納津村を新設
  - 大字並木・槇岡村外新田→ 西蒲原郡漆山村、馬堀村、潟南村と合併し漆山村を新設

## 地域
佐渡山村は、合併した村名を継承する以下の大字で構成される。
佐渡山（さどやま）
1889年（明治22年）まであった佐渡山村の区域。現在の燕市佐渡山。
西槇新田（にしまきしんでん）
1889年（明治22年）まであった西槇新田村の区域。
槙岡村外新田（まきおかむらほかしんでん）
1889年（明治22年）まであった槙岡村外新田の区域。現在の新潟市西蒲区並岡。
並木（なみき）
1889年（明治22年）まであった並木村の区域。現在の新潟市西蒲区並岡。